# 17357 Lucataliano
A 17357 Lucataliano (ideiglenes jelöléssel (17357) 1978 QH3) a Naprendszer kisbolygóövében található aszteroida. Giovanni de Sanctis és Vincenzo Zappalà fedezte fel 1978. augusztus 23-án.